# Bulbophyllum oreonastes
Bulbophyllum oreonastes är en orkidéart som beskrevs av Heinrich Gustav Reichenbach. Bulbophyllum oreonastes ingår i släktet Bulbophyllum och familjen orkidéer. Inga underarter finns listade i Catalogue of Life.